# Seznam budov na náměstí Franze Kafky
Toto je seznam budov na náměstí Franze Kafky, veřejném prostranství mezi Kaprovou ulicí a Staroměstským náměstím. Do seznamu jsou zahrnuty i budovy v ulici Mikulášská a U Radnice, neboť se katastrálně jedná o jedno území. Na náměstí se nachází celkem patnáct budov, mezi nimi i tři domy U Žab – dům U Černé žáby, U Zlaté žáby a U Zelené žáby.

## Náměstí Franze Kafky
| Strana     | Budova                  | Další jména          | Obrázek              | Číslo popisné        |
| ---------- | ----------------------- | -------------------- | -------------------- | -------------------- |
| Západní    | Linhartská ulice        | Linhartská ulice     | Linhartská ulice     | Linhartská ulice     |
| Západní    | Nová radnice            | –                    |                      | 2/1                  |
| Západní    | Platnéřská ulice        |                      |                      |                      |
| Západní    | Andělská kolej          | –                    |                      | 16/1                 |
| Západní    | Kaprova ulice           |                      |                      |                      |
| Severní    | Kaprova ulice           | Kaprova ulice        | Kaprova ulice        | Kaprova ulice        |
| Severní    | bezejmenný dům          | –                    |                      | 24/3                 |
| Severní    | kostel svatého Mikuláše | –                    |                      | 1101                 |
| Severní    | Staroměstské náměstí    |                      |                      |                      |
| Mikulášská | Staroměstské náměstí    | Staroměstské náměstí | Staroměstské náměstí | Staroměstské náměstí |
| Mikulášská | dům U Zlaté husy        | –                    |                      | 22/8                 |
| Mikulášská | dům U Červené růže      | U Tří červených růží |                      | 21/6                 |
| Mikulášská | dům U Černé kočky       | U Zlatého řetězu     |                      | 20/4                 |
| Mikulášská | dům U Černé lišky       | U Černého vlka       |                      | 19/5                 |
| Východní   | dům U Bílého Jelínka    | U Černé hvězdy       |                      | 18/6                 |
| Východní   | dům U Tří špačků        | U Černé žáby         |                      | 17/7                 |
| Východní   | dům U Tří bubnů         | U Zlaté žáby         |                      | 14/8                 |
| Východní   | dům U Zelené žáby       | –                    |                      | 13/8                 |
| Východní   | dům U Zlatotepců        | U Zlaté hory         |                      | 12/6                 |
| Východní   | dům U Zlatého zvonečku  | U Trubačů            |                      | 11/4                 |
| Východní   | dům U Zlatého bažanta   | U Cepů               |                      | 10/2                 |
| Východní   | Malé náměstí            |                      |                      |                      |